# Берхане Адере
Берхане Адере Дебала (род. 21 июля 1973[…], Шоа) — эфиопская легкоатлетка, бегунья на длинные дистанции, участница трёх летних Олимпийских игр, чемпионка мира 2003 года.

## Спортивная биография
Берхане Адере принимала участие в трёх летних Олимпийских играх. На играх 1996 года эфиопская бегунья выступила на дистанции 10 000 метров и заняла только 18-е место. Спустя четыре года на аналогичной дистанции Адере вновь прошла в финала, где показала результат 31:40,52 и заняла 12-е место. В 2008 году не летних Олимпийских играх в Пекине Берхане решила попробовать свои силы в марафоне, но не смогла завершить дистанцию.
На чемпионатах мира по лёгкой атлетике лучшим результатом в карьере эфиопской бегуньи является золото чемпионата мира 2003 года на дистанции 10 000 метров. Также Адере является чемпионкой мира 2002 года в полумарафоне.
После 2013 года Адере завершила выступления на крупных международных соревнованиях. В 2018 году возобновила карьеру, став победительницей полумарафона в Брешии.